# Kanton Lyon-V
Der Kanton Lyon-V war bis 2015 ein französischer Kanton im Arrondissement Lyon und in der  Region Rhône-Alpes. Er gehörte ursprünglich zum Département Rhône und umfasste den 5. Stadtbezirk (frz.: 5earrondissement) von Lyon. Der Kanton wurde abgeschafft, als auf seinem Einzugsgebiet die Métropole de Lyon zum Jahreswechsel 2014/2015 das Département Rhône als übergeordnete Gebietskörperschaft ablöste und die Kantone ihre Funktion als Wahlkreise verloren. Letzter Vertreter im conseil général des Départements war Thomas Rudigoz (MoDem), er folgte auf Michel Havard (UMP, Amtszeit 2004–2008) nach.